# Audio Video Standard
Pour les articles homonymes, voir AVS.
Audio Video Standard ou AVS est un codec de compression pour le son et la vidéo dont le développement fut proposé par le gouvernement de la République populaire de Chine dans le but de concurrencer les formats occidentaux, notamment l'AV1 et le H.266/VVC afin de permettre à la Chine d'augmenter son autonomie dans le secteur informatique et de réduire les coûts dus au paiement des redevances pour l'utilisation des formats propriétaires. Ce format était appelé à devenir le standard haute définition pour l'Enhanced Versatile Disc (concurrent chinois du DVD) et sera finalement utilisé pour le CBHD (successeur chinois du HD DVD). Le projet OpenAVS a pour objectif de fournir une implémentation libre d'AVS, qui est un format propriétaire breveté.